# Dotnuvėlė
Die Dotnuvėlė ist ein Fluss in Litauen, in der Rajongemeinde Kėdainiai und Rajongemeinde Radviliškis. Sie entspringt unweit von Baisogala.

## Bilder

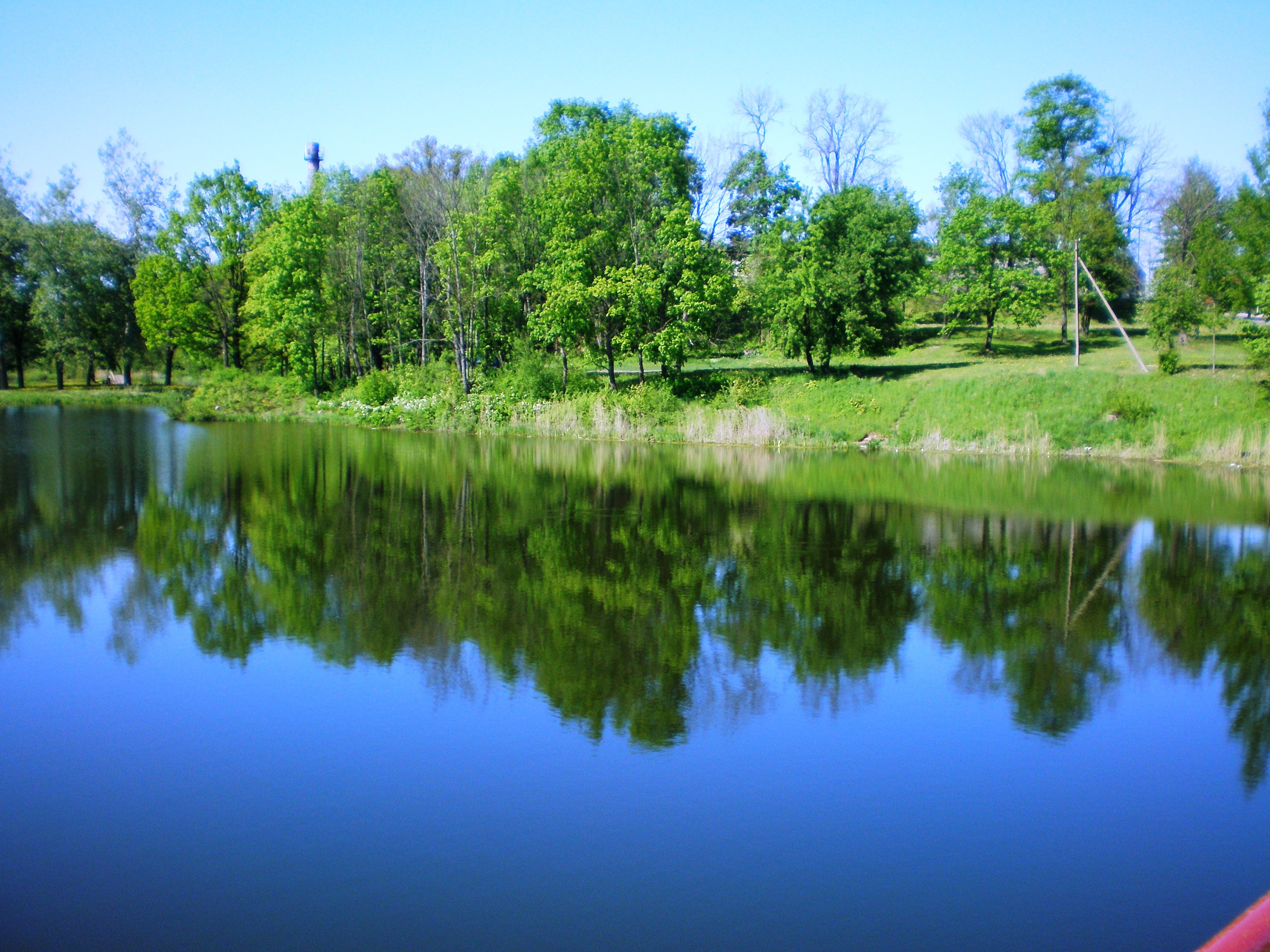
Stausee Dotnuvėlė im Zentralpark Kėdainiai
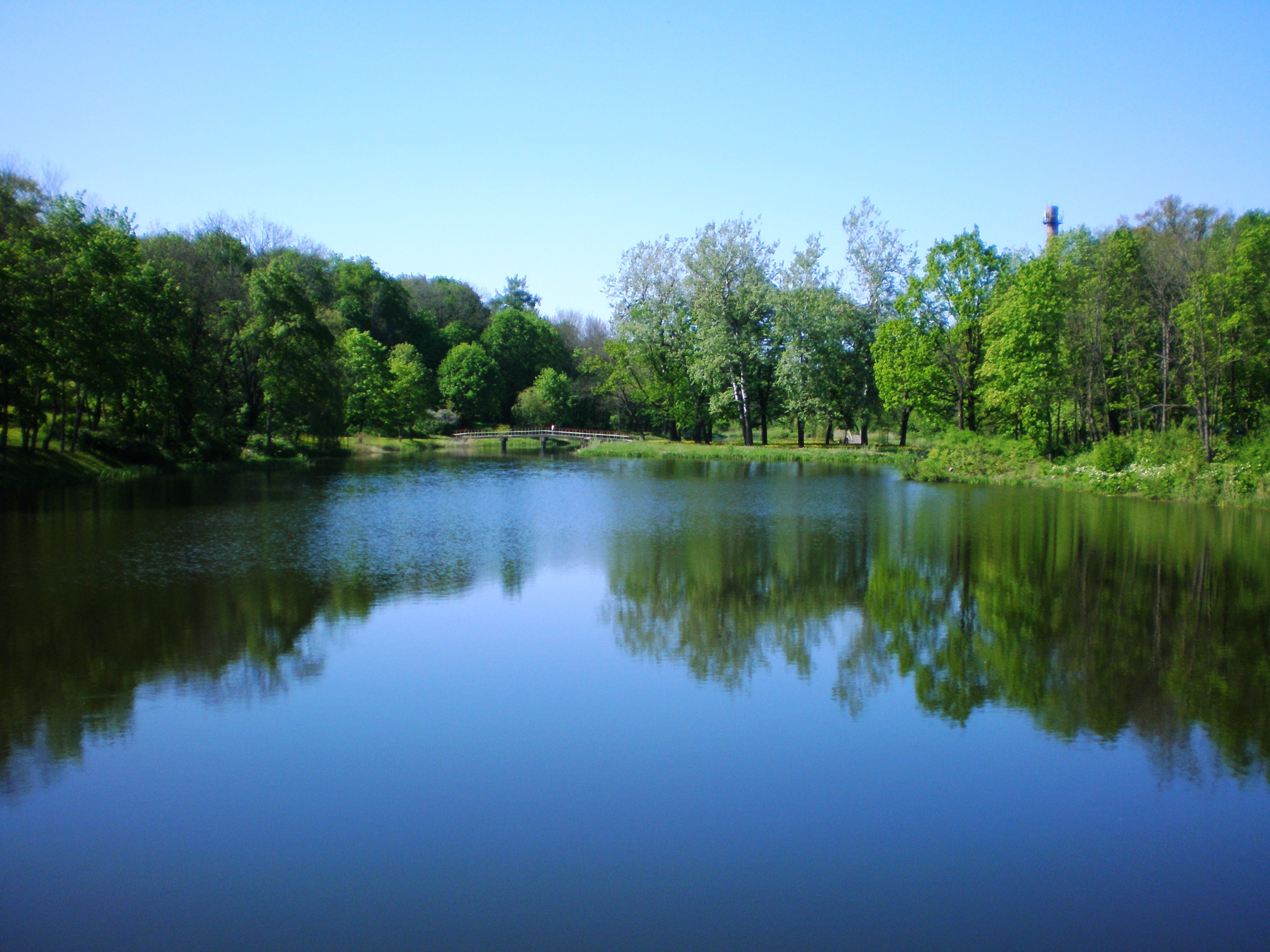
Stausee Dotnuvėlė im Zentralpark Kėdainiai
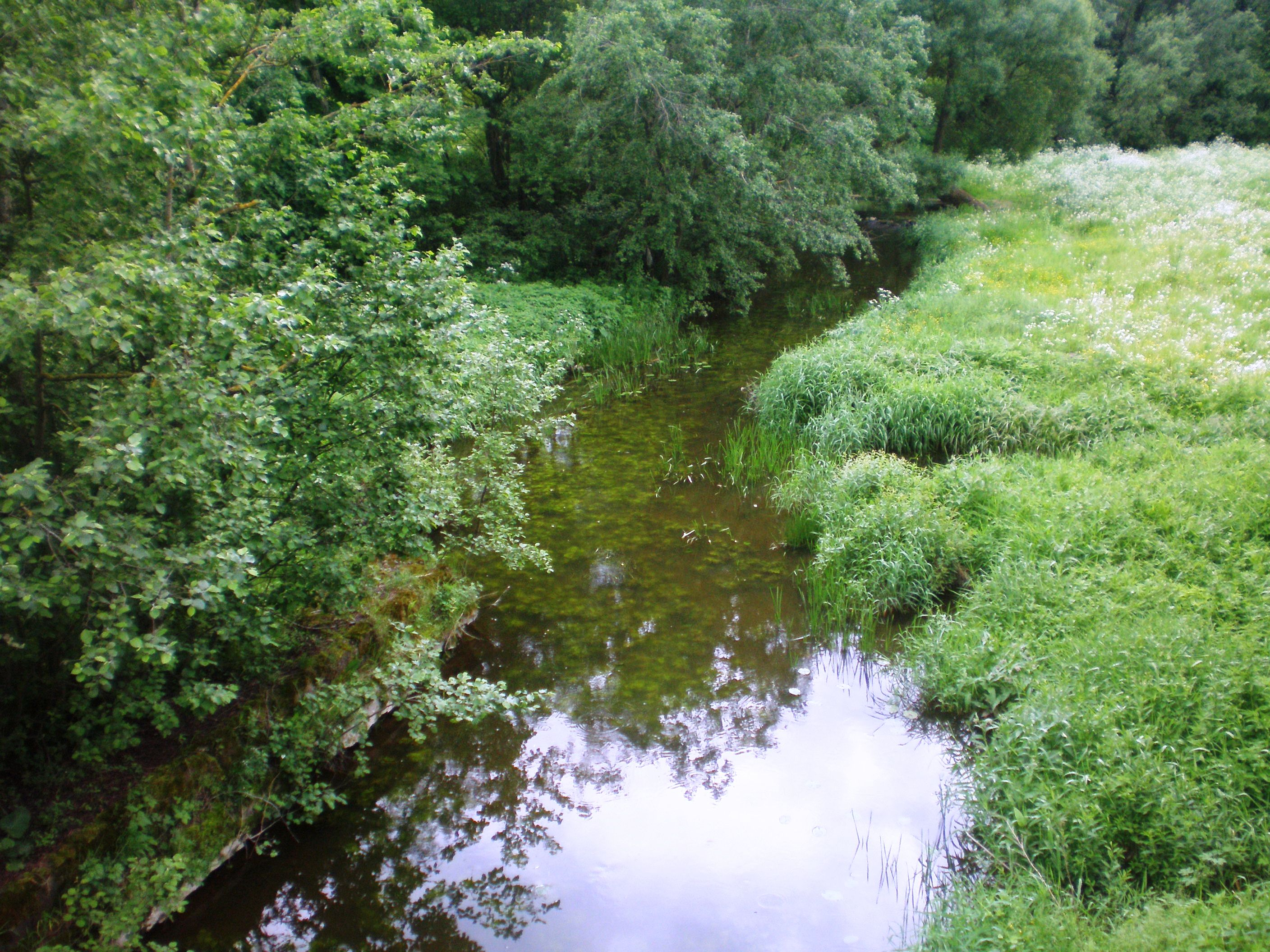
Dotnuvėlė bei Dotnuva